# هوجو آریتوکی
هوجو آریتوکی (به ژاپنی: 北条有時); ۷ ژوئیهٔ ۱۲۰۰ – ۲۳ مارس ۱۲۷۰) سیاستمدار، پسر هوجو یوشیتوکی؛ دومین شیکن از شوگون‌سالاری کاماکورا در ژاپن بود. وی برادر کوچکتر هوجو یاسوتوکی شیکن سوم بود. مادرش سوکوشیتسو (زن غیراصلی) و دختر ایساشی ایسائوجی بود. او بنیان‌گذار خاندان هوجو (شاخه ایگو) بود.